# Ялинник (ліс)
Ялинник або ялиновий ліс — штучний або природний ліс, деревостій якого переважають насадження ялини (Picea).

## Поширення

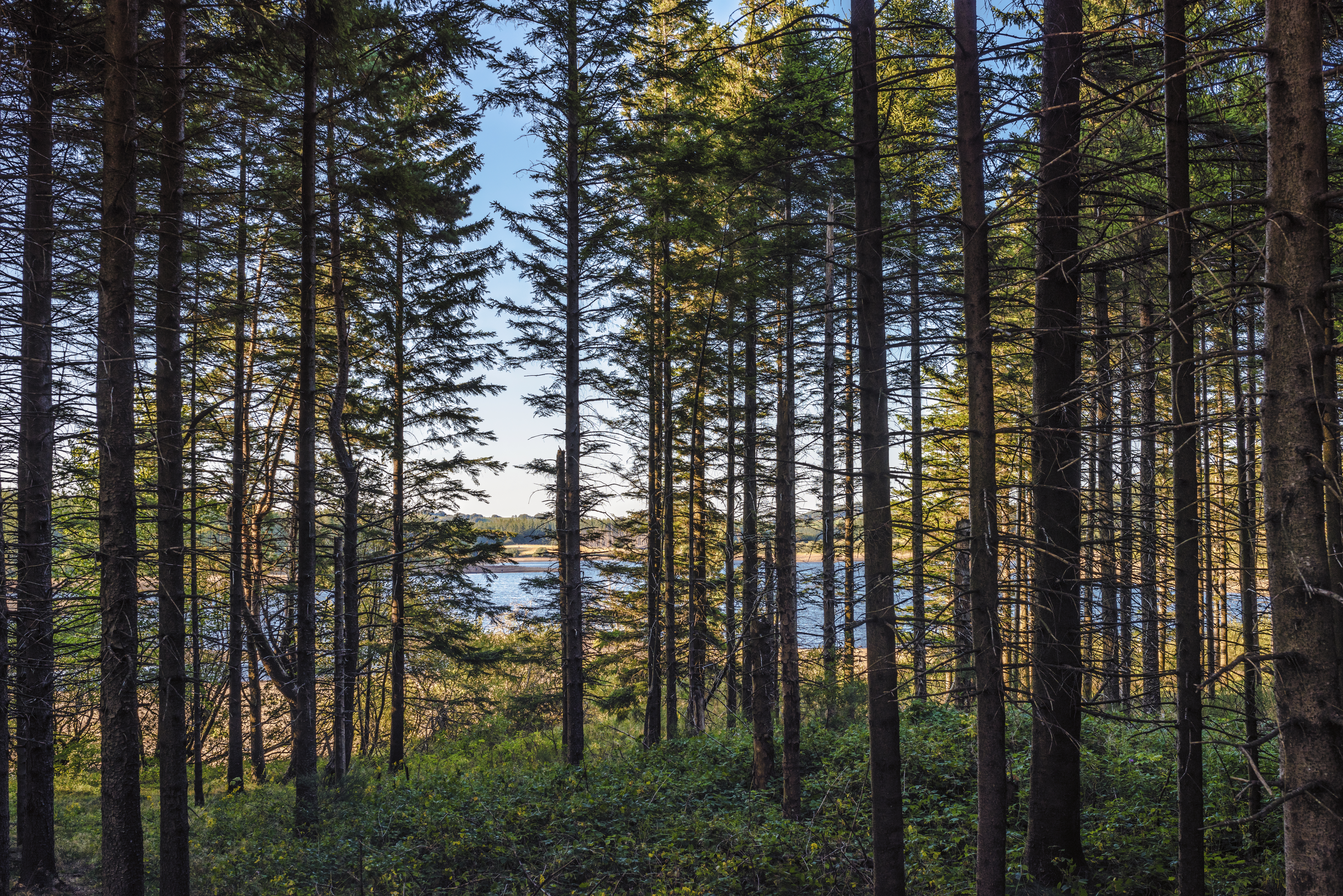
Ялиновий ліс біля озера Везоль

Ялиновий ліс широко поширений практично в усіх кліматичних зонах земної кулі. Але зростають переважно в помірних широтах північної півкулі Євразії та Північної Америки. На території Європи сучасний ареал ялинових лісів займає північно-східну й середньоєвропейську частину(гори Центральної Європи й Карпати).

В Україні ялинові ліси займають значні площі в Карпатах і Прикарпатті, де займають біля 550 тис. га. Українські Карпати — одне з трьох ареалів, звідки після великого материкового зледеніння відбувалося розселення ялини. На Закарпатті ялинові ліси зростають на площі близько 170 тис. га. За межами Карпат та Закарпаття угруповання ялини європейської трапляються лише невеликими острівками на Розточчі та на Поліссі. У північних районах Полісся вони вкраплені серед листяних і соснових лісів, створюючи острівний ареал за межами суцільної південної межі, що проходить північніше річки Прип'ять.

## Екологія
Ялина надзвичайно вимоглива до вологості повітря та посухи. Краще зростає при рівномірному зволоженні, особливо в літній період. Стійка до низьких температур, але весняні заморозки завдають великої шкоди. На важких суглинистих і сірих ґрунтах ялинові молодняки нерідко гинуть від «витискання». За тіневитривалістю поступається тільки тису, ялиці й букові, завдяки чому здатна утворювати різновікові деревостани.
За біологічними властивостями ялина утворює найбільш густі насадження, і ця її особливість зберігається надовго, тобто ялинові деревостої зріджуються дуже помірно. За таких умов нагромаджується значна кількість обпалої хвої, що сприяє нагромадженню товстого шару гумусу. Густі ялинники затримують кронами до 40 % річних опадів і майже на 90 % знижують освітленість. Тому трав'яний покрив у ялинниках буває дуже рідкий і складається з особливо тіневитривалих рослин. Часто він взагалі відсутній, особливо в молодих ялинових деревостанах.

## Види ялинових лісів

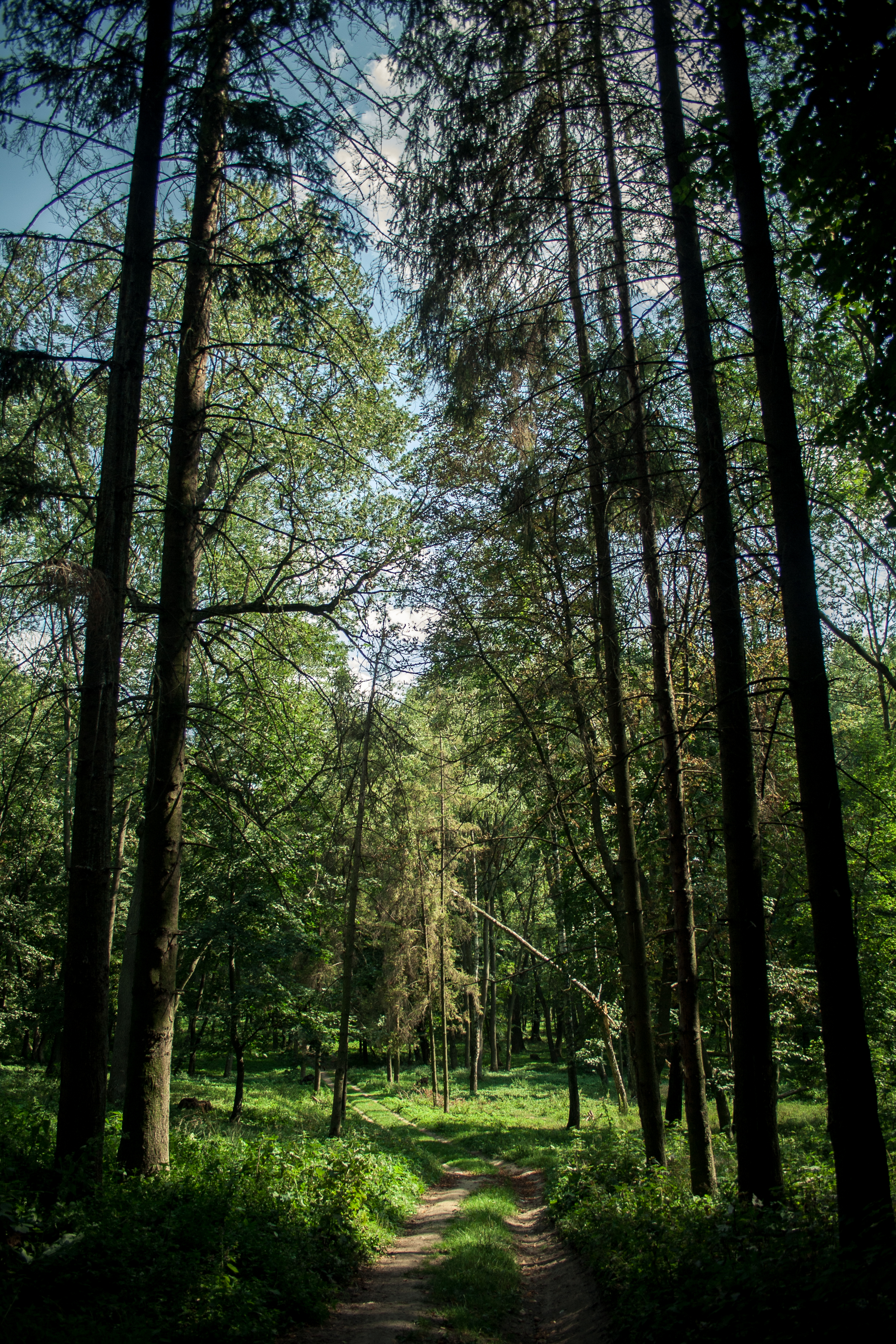
Біогрупа ялини колючої. «Антонінський», смт Антоніни

Виділяють чотири основних груп лісів з ялинових дерев:
- зеленомошники;
- долгомошники;
- скдадні;
- сфагнові;
- болотно-трав'яні.

В групу ялинників-зеленомошников входить три види лісу:
- ялинник-кисличник. Ґрунти в даних лісах супіщаниі і суглиннисті, добре дреновані. За рахунок надґрунтового покриву кислиці і веснівки дволистої (лат. Maiánthemum bifólium), які ростуть тільки в ялинових лісах ґрунт досить родючий. Відповідні ліси зустрічаються переважно на височинах;
- ялинник-чорничник росте найчастіше в рівнинах. Ґрунт мають меншу родючість та більшу вологість. В підліску — чорниця звичайна (Vaccinium myrtillus L.) і зелений мох;
- ялинник-брусничник зростає також на височинах. Ґрунти не відзначаються високою родючістю, переважно сухі піщані та супіщані. Незважаючи на низьку родючість в таких лісах багато брусниці (Vaccinium vitis-idaea L.).

Ялинники-долгомошники частіше зустрічаються в північних регіонах нашої країни. Дана група лісів з ялинових дерев утримує за собою всю займану площу і швидко відновлюється. Ґрунти переважно з надмірним зволоженням, а до складу лісу входять берези. Продуктивність лісу невисока. Варто відзначити наявність чорниці звичайної (Vaccinium myrtillus L.), хвоща (Equisetum) і зозулиного льону (Polytrichum).

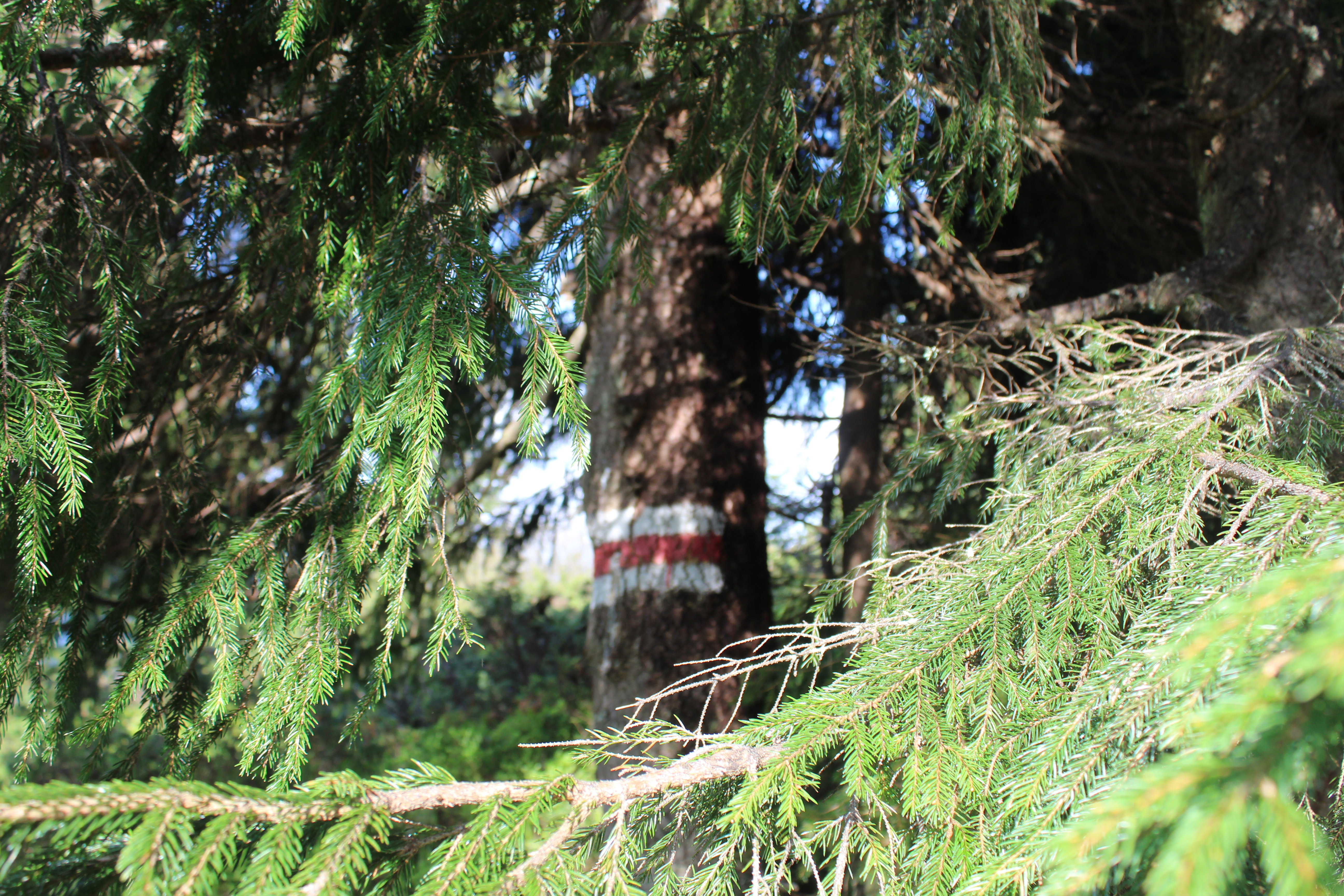

Ялинник складний складається з декількох підвидів:
- ялинник липовий. Крім ялини, в лісах зустрічається липа (Tilia), осика (Populus tremula L., Populus pseudotremula N. Rubtz.), береза (Bétula) та іноді ялиця (Abies). Ґрунт тут родючий і дренований. Надґрунтовий покрив представлений травостоєм;
- ялинник дубовий. До складу лісу входить дуб (Quercus), клен (Acer L.), сосна (Pinus L.), осика (Populus tremula L., Populus pseudotremula N. Rubtz.). Підлісок переважно складається з бруслини бородавчастої (Euonymus verrucosus), надґрунтовий покрив - з різнотрав'я.

Ялинник сфагновий зустрічається на місцях заболочування ялинника-долгомошника. Ґрунт торф'янистий, вологий. Підлісок як правило відсутній. там де він є то представлений вільхою білою (Alnus rhombifolia) і чорною смородиною (Ribes nigrum L.). Надґрунтовий шар представлений сфагнумом оманливим (Sphagnum fallax Klinggr.) і зозулиним льоном (Polytrichum).

Болотно-трав'янистий ялинник зустрічається поблизу струмків і річок. Відрізняється високою продуктивністю і густим підліском з чагарників. В таких лісах багато мохів (Bryophyta) і різноманітних трав.

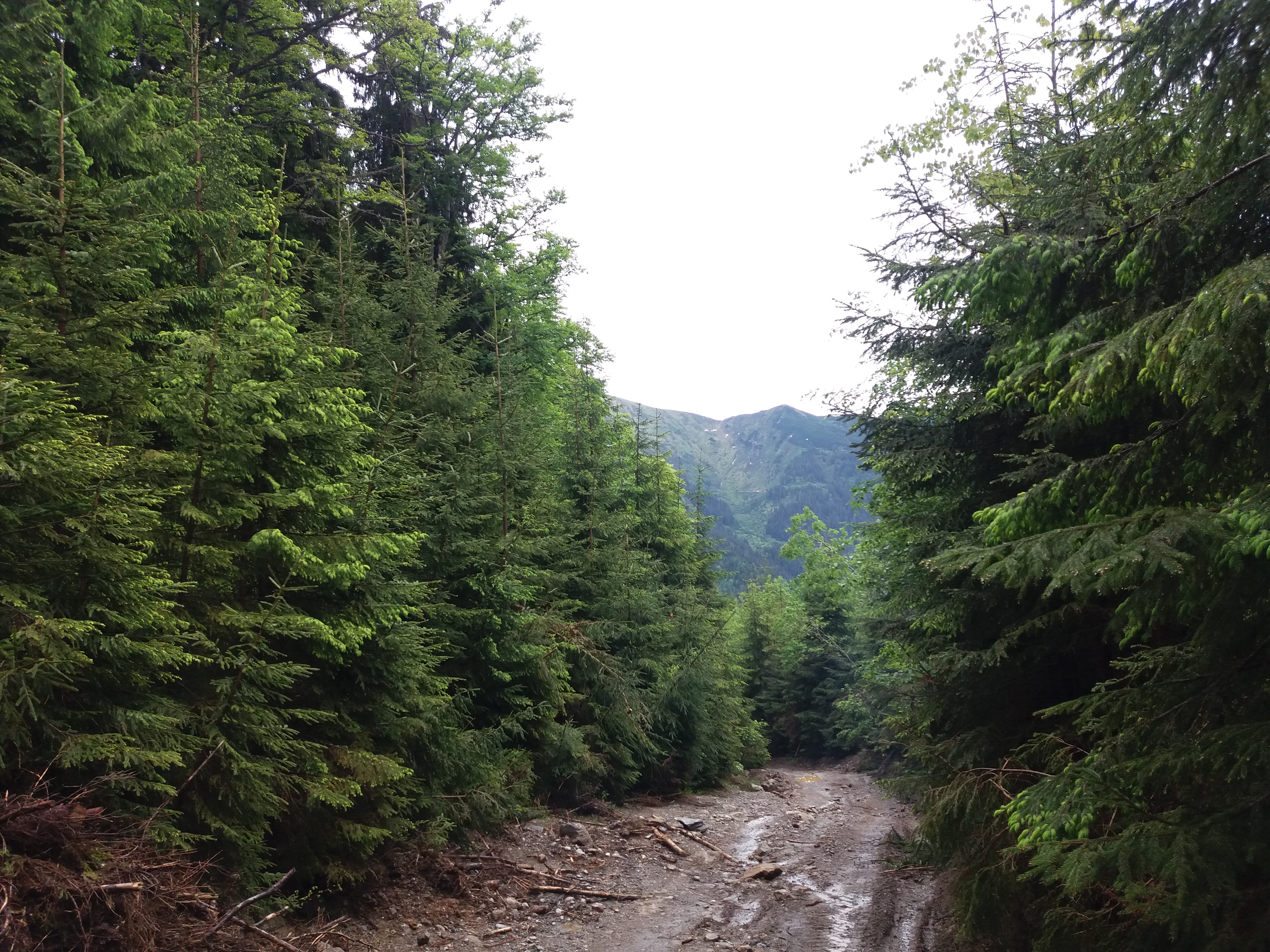
Ялиновий ліс на території Мармароського масиву

## Категорії ялинових лісів
В інтересах раціонального використання лісів слід розрізняти насадження принаймні трьох категорій:
1. Природні деревостани, що утворилися внаслідок тривалого природного добору. Такі ялинники, переважно різновікові деревостани, збереглися в основному у верхній частині смуги ялини, вони дуже цінні як насіннєва база кращих місцевих екотипів ялини. Більшість цих насаджень відіграє велику захисну і екологічну роль, а тому віднесена до лісів першої групи.
2. Штучні (або природні, що утворились від штучних) деревостани, створені в смузі ялини.
3. Штучні ялинники, створені за межами природного ареалу ялини на місці бучин і субучин ялинників та суялинників, дібров і судібров. У цій категорії ялинових лісів доцільно вести господарство таким чином, щоб у майбутньому відновити корінні деревостани, які відзначаються значно вищою біологічною і природною стійкістю, є більш цінними в екологічному відношенні.

## Значення
Ялинові ліси мають велике промислово-господарське значення. А для промисловості ліс — це близько 30 % від обсягу всієї деревини, з якої виготовляють меблі, музичні інструменти, папір, етиловий спирт, деревне вугілля і не тільки. Вони виконують ґрунтозахисну, водорегулюючу, санітарно-гігієнічну, оздоровчу функцію. Ялиновий ліс — це безліч птахів і тварин, комах і бактерій. Для людини це можливість чудово провести час і відпочити, збирати ягоди і гриби, лікарські трави.

## Збереження природних рослинних угруповань
До Зеленої книги України занесено три угруповування ялинових лісів:
- угруповання ялинових лісів (Piceetа abietis). Охороняються у Рівненському природному заповіднику, Черемському природному заповіднику, Шацькому національному природному парку, зоологічному заказнику загальнодержавного значення «Рись» і ландшафтному заказнику загальнодержавного значення «Урочище Джерела»[4];
- угруповання ялинових лісів гірськососнових (Piсеetа (abietis) pinetosa (mugi)). Охороняються у національному природному парку «Синевир», Карпатському біосферному заповіднику, Карпатському національному природному парку[4];
- угруповання ялинових лісів сибірськоялівцевих (Piceetа (abietis) juniperosа (sibiricae)). Охороною нзабезпечені[5].